# Street Legal Racing: Redline
Street Legal Racing: Redline — компьютерная игра в жанре автосимулятора, разработанная компанией Invictus Games и изданная Activision Value (подразделение Activision) 18 июля 2003 года. С 2016 года игра продолжает разрабатываться российской компанией ImageCode, основанной одним из поклонников игры. Street Legal Racing: Redline является второй игрой серии Street Legal.
В августе 2004 года была выпущена демо-версия игры. В августе 2016 года любительская версия игры вышла в Steam.

## Геймплей
Основной идеей данного гоночного симулятора является возможность капитальной сборки и разборки автомобиля по желанию игрока. Каждая новая деталь увеличивает или уменьшает характеристики автомобиля, такие как разгон, управляемость и максимальная скорость. Данная игра наследует принцип игр компании Bethesda: Xcar, 1997 года и Burnout: Championship Drag Racing, 1998 года, чем отличается от большинства современных ей игр. В Street legal не предоставляют возможности установить «пакет тюнинга», — игрок должен сам выбирать детали по соответствующим характеристикам.
В дополнение к возможности самостоятельно подбирать те или иные детали, игрок может менять параметры многих из них. Можно изменять соотношение топлива и воздуха, обогащая или обедняя смесь, подаваемую в цилиндры, менять передаточные числа коробки передач, давление в турбине, градус наклона распределительных валов и многое другое, вплоть до давления в шинах. Изменение каждого параметра способно как улучшить, так и ухудшить характеристики автомобиля. Так, попытка неискушенного игрока выставить показатели всех деталей «на максимум» приведет к обратному эффекту: автомобиль будет несбалансированным, и его характеристики значительно ухудшатся — вплоть до того, что машина откажется заводиться. Но при наличии знаний об устройстве автомобиля и понимания работы двигателя, игрок получает огромное преимущество перед своими виртуальными соперниками: так, на настроенном со знанием дела дешёвом автомобильчике Duhen, приобретенном на вторичном рынке в самом начале игры, вполне реально пройти всю игру и выиграть гонку чемпионов.
Существуют также детали для изменения внешнего вида автомобиля (более 100 видов колесных дисков и резины, спортивные обвесы и спойлеры). В салон автомобиля можно поставить спортивные кресла, уменьшающие вес машины, а также один из спортивных рулей, представленных в каталоге автозапчастей.
Так же игроку предоставляется возможность приобрести б/у тюнингованный автомобиль или разбитый для дальнейшего восстановления, перепродажи или участия в гонках. В обновленной версии доступен Trade-in для обмена старого автомобиля на абсолютно новый. Дилерский центр Trade-in работает на час дольше других дилеров.
Обзаведясь автомобилем «на ходу», можно его испытать на гоночном треке. Данный тип игры фактически ничем не отличается от городского режима (повреждения, износ резины, тормозных колодок и т. д.), кроме отсутствия транспорта и полиции на дороге. Следующим этапом является выезд в город, где можно устроить гонки на деньги (основной способ заработка в игре) и поднять рейтинг.
Начиная с версии 2.3.1, в игре появился расширенный режим карьеры, в котором нужно завершить более 50 гоночных событий. Многие гоночные события имеют особые требования, такие как ограничение по классу машины, мощности двигателя, наличие машины с ручной трансмиссией или задним приводом и т. д. События проходят как в городе, так и на гоночных треках, среди которых известные трассы Laguna Seca, Oulton Park, Nurburgring и другие.

## Автомобили в игре
Прототипами автомобилей в игре послужили реальные модели известных мировых автоконцернов. Так, прототипом Duhen SunStrip послужила Honda CR-X Del Sol; Mitsubishi образами задне-приводных шестицилиндровых спортивных купе Baiern и Emer послужили BMW третьей серии и Nissan Skyline соответственно. Прототипами призовых автомобилей Prime DLH 750, Furrano GTS, Whisper Q1000XL и Naxas: Extreme Edition выдаваемых за победу в гонке чемпионов, являются спортивное купе Shelby GT500, Ferrari Enzo, Dodge Viper GTS и Honda NSX. Дизайн игровых автомобилей незначительно отличается от дизайна их реально существующих прототипов, так же, как это сделано в серии игр GTA.
Всего в игре 25 разных автомобилей, не считая гоночных модификаций DTM. Каждый из этих автомобилей существует как минимум в двух модификациях, отличающихся объёмом и мощностью двигателя, деталями внешнего вида, размерностью резины, возможностью установки нескольких типов двигателей и прочих.
Существует возможность загрузки в игру и других автомобилей, частично дополняющих модельный ряд представленных в игре машин, частично заменяющий существующие. Множество различных моделей машин, детально повторяющих реально существующие модели (в том числе отечественные — ВАЗ, УАЗ и пр.) создано энтузиастами и поклонниками игры.

## Режимы игры
В игре доступны режимы Circuit racing (кольцевые гонки), Drag Racing (драг-рейсинг по прямой на 1/4 мили), Drifting (дрифт), Destruction derby (дерби), Hot action cop (полицейское преследование), Time attack (гонка на время) и Freeride (свободная езда). В зависимости от условий гонки, в режиме игры может быть запрещено сходить с трассы или врезаться в других гонщиков. Особого внимания заслуживает режим дрифтинга, который, в отличие от других игр, предлагает концепцию виртуальных судей, имитирующих реальных зрителей и ставящих игроку оценки за дрифтинг, оценивая его технику и общее впечатление от дрифта. Если заносы слишком медленные или короткие, а также если игрок сходит с трассы или врезается в ограждения, то это приведет к спаду впечатления судей (impression level) и наоборот, если игрок демонстрирует отличные углы заноса, высокую продолжительность и скорость каждого заноса, то оценка его дрифта возрастает, умножая количество очков, которое он получает за свой занос.

## Сюжет игры
В начале игры игрок по имени Винс Полански (Vince Polansky) имеет небольшие сбережения в $25000, на которые он должен приобрести подержанный автомобиль. Отправившись к продавцу и выбрав машину, игрок оказывается в т. н. «зеленом гараже», который обслуживает самый младший гоночный клуб в городе. Одновременно игрок попадает в рейтинг клуба на нижнюю строчку. Всего в городе три гоночных клуба стритрейсеров: зелёный, синий и красный (в порядке возрастания). Чем выше клуб, тем более мощные машины у гонщиков, с которыми предстоит соревноваться, и тем выше размер ставок в каждом заезде ночных гонок. Участвуя в ночных соревнованиях, игрок зарабатывает деньги, которые может тратить на ремонт и модификацию своей машины, и престиж, который влияет на несколько игровых факторов сразу: от величины ставок (чем выше престиж — тем большую сумму будет готов предложить соперник) до рейтинга в клубе и близости к гонке чемпионов. Ночные гонки проходят в городе, на одной из широких и прямых улиц, или за городом, на прямом отрезке шоссе или путепровода. Место гонок меняется каждую ночь, его необходимо найти с помощью специальных маркеров на карте.
Днем игрок тоже может выезжать в город и соревноваться на деньги с членами своего клуба, однако ставки в дневных соревнованиях обычно ниже, а риск выше: мешает плотный городской поток, и большой шанс разбить машину (на ремонт, скорее всего, уйдет сумма, значительно превышающая выигранные в гонке деньги).
Днем и ночью есть риск попасться полиции: полицейские выпишут штраф как за нарушение правил и скоростного режима в черте города, так и за любую незаконную модификацию автомобиля, повышающую его мощность. Уйти от полицейского преследования теоретически возможно, но достаточно сложно (в отличие от ряда игр серии NFS, где сбросить полицейский хвост совсем нетрудно). Для того, чтобы попасть в более престижный клуб, нужно занять первую строчку рейтинга своего клуба, после чего победить в парном заезде самого слабого гонщика более старшего клуба. После победы над сильным гонщиком клуба игрок автоматически попадает в следующий гараж. Отличительной особенностью самого старшего, «красного» клуба, является возможность ставить на кон свой автомобиль вместо денег. Такой режим гонки становится доступен, когда игрок попадает в пятерку лучших гонщиков «красного» клуба. В случае победы игрок получает автомобиль соперника, который можно как оставить себе, так и продать. При гонках на деньги, на размер ставки, помимо прочего, оказывает влияние внешний вид автомобиля игрока: так, обладатель тюнингованного автомобиля со спортивным обвесом и низкопрофильной резиной, может рассчитывать на максимальный размер ставки; владельцу стандартного авто предложат уже меньшие деньги; если игрок приезжает на полностью раздетой машине, без дверей, капота и багажника (что, кстати, положительно влияет на динамику разгона, так как вес такой машины значительно меньше), ему трудно рассчитывать на большую ставку.
В игровом городе есть три автосалона: площадка, где продают подержанные машины (часто битые и не на ходу), салон продавца новых машин и дилерский центр Trade-in для обмена автомобилей. Автомобили в этих магазинах одни и те же. Призовые автомобили Prime DLH750, Furrano GTS, Naxas Extreme Edition и Whisper Q1000XL, невозможно купить в полной комплектации, их можно только выиграть в гонке чемпионов. Также в магазинах нельзя приобрести некоторые топовые модели автомобилей и гоночные машины DTM. Игрок может иметь произвольное количество машин. Неиспользуемые машины можно поставить на многоярусный паркинг. Ненужный автомобиль можно продать через дилера подержанных машин (сумма фиксированная, назначается дилером, и отличается от реальной цены машины в меньшую сторону на 20-30 %).
Гонка чемпионов проходит регулярно. В ней можно участвовать неограниченное количество раз, даже после победы (за каждую следующую победу игрок получает ещё один призовой автомобиль, который меняется каждый раз после участия в гонке). К участию в гонке чемпионов допускается гонщик, удовлетворяющий сразу нескольким параметрам (место в рейтинге своего клуба, уровень престижа, вес автомобиля). Вступительный взнос за участие в гонке чемпионов составляет 100 000 долларов. Гонка чемпионов состоит из двенадцати заездов, по три заезда с четырьмя соперниками, и проходит в пустыне на заброшенном шоссе. В отличие от городских ночных гонок, где игрок соревнуется с соперниками лишь на прямой, в заезде на дистанцию 1/4 мили, трасса в гонке чемпионов имеет извилистый отрезок горной дороги, который практически невозможно пройти на высокой скорости. Ремонт машины во время гонки чемпионов осуществляется бесплатно, но каталог деталей недоступен, однако с собой разрешено взять небольшой набор запчастей.
Игра считается полностью пройденной по факту прохождения игроком всех трех гаражей (зелёного, синего и красного) до 1 места в общем рейтинге стритрейсеров, победы в гонке чемпионов, успешного завершения всех гоночных событий с золотыми кубками (для событий, в которых можно выиграть кубки), а также при накоплении игроком $1 000 000 наличных. Успешное завершение карьеры открывает доступ к секретному меню чит-кодов, которое даёт возможность участвовать в гоночных событиях без ограничений, моментально участвовать в гонке чемпионов ROC, получить любую машину, неограниченное количество денег. После победы в гонке чемпионов и во всех гоночных событиях игрок может продолжать игру без ограничений: покупать и продавать машины, чинить их, тюнинговать, участвовать в дневных и ночных гонках с гонщиками из красного гаража, снова выступать в гонке чемпионов и уже пройденных событиях карьеры, устанавливая новые рекорды и обмениваясь ими на форумах.